# Diputació Provincial de Catalunya

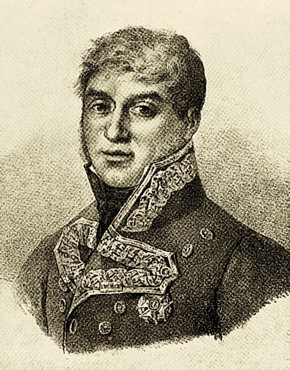
El capità general Lacy

Durant la vigència de la Constitució de Cadis, el període anterior a la divisió territorial en províncies, Catalunya era representada per una sola diputació provincial: la Diputació Provincial de Catalunya.
Sota l'autoritat del capità general Lacy, es va substituir la Junta Superior per la Diputació Provincial de Catalunya, que es va constituir el 30 de novembre de 1812 i que l'any següent va reclamar a les Corts espanyoles la simbòlica Casa de la Diputació.
Amb el retorn de Ferran VII i la restauració de l'absolutisme l'any 1814, van desapareixent les institucions sorgides de la Constitució de Cadis, entre les quals la Diputació Provincial de Catalunya, que va ser recuperada l'any 1820 a l'inici del Trienni Constitucional.